# Idanthyrse
Idanthyrse (en grec Ιδάνθυρσος / Idanthyrsos ou Ἰδανθούρας / Idanthouras ; en latin Idanthyrsus ou Indathyrsus) est un roi scythe de la fin du VIe siècle av. J.-C., cité par Hérodote.

## Biographie

### Origines
Idanthyrse est le fils du roi Saulios et le neveu du philosophe Anacharsis. Son nom dériverait du Scythe Hiθāmθrauša, qui signifie "qui fait prospérer l'allié". L'élément -thyrse se rapproche du grec ancien θύρσος (thýrsos), qui peut évoquer le sceptre végétal de Dionysos, le thyrse, et pourrait s'agir d'une modification durant l'hellénisation de son nom scythique dû au fait que les Grecs associaient les Scythes aux rites Bacchiques.

### Lutte contre les Perses

L'Empire achéménide à sa plus grande extension sous Darius Ier.

Vers 513 av. J.-C., il défie le roi perse Darius Ier, qui avait franchi le Danube et envahi la Scythie occidentale, en adoptant une tactique qui consiste à fuir vers le Nord en détruisant tout sur son passage dans le but d'entraîner dans les vastes plaines bordant la mer Noire l'armée perse, épuisée par les fatigues et le manque de vivres. S'apercevant qu'Idanthyrse tient sans cesse la même conduite et refuse l'affrontement direct, Darius lui envoie un cavalier avec ordre de lui parler en ces termes :
« Ô le plus misérable des hommes, pourquoi fuis-tu toujours, lorsqu'il est en ton pouvoir de t'arrêter et de me livrer bataille, si tu te crois assez fort pour me résister ? Si, au contraire, tu te sens trop faible, cesse de fuir devant moi ; entre en conférence avec ton maître, et ne manque pas de lui apporter la terre et l'eau, comme un gage de ta soumission. »
Ce à quoi Idanthyrse répond :
« Roi des Perses, voici l'état de mes affaires : la crainte ne m'a point fait prendre ci-devant la fuite, et maintenant je ne te fuis pas. Je ne fais actuellement que ce que j'avais coutume de faire aussi en temps de paix. Mais je vais te dire pourquoi je ne t'ai pas combattu sur-le-champ. Comme nous ne craignons ni qu'on prenne nos villes, puisque nous n'en avons point, ni qu'on fasse du dégât sur nos terres, puisqu'elles ne sont point cultivées, nous n'avons pas de motifs pour nous hâter de donner bataille. Si cependant tu veux absolument nous y forcer au plus tôt, nous avons les tombeaux de nos pères ; trouve-les, et essaye de les renverser : tu connaîtras alors si nous combattrons pour les défendre. Nous ne te livrerons pas bataille auparavant, à moins que quelque bonne raison ne nous y oblige. C'en est assez sur ce qui regarde le combat. Quant à mes maîtres, je n'en reconnais point d'autre que Jupiter, l'un de mes ancêtres, et Vesta, reine des Scythes. Au lieu de la terre et de l'eau, je t'enverrai des présents plus convenables. Quant à toi, qui te vantes d'être mon maître, c'est à toi de pleurer. »
Associé aux Gélons, aux Budins et aux Sauromates, et assisté par deux autres rois (ou roitelets) scythes, Scopasis (en) et Taxacis, Idanthyrse décide de changer de tactique et d'attaquer les Perses. Pendant que Scopasis cherche à corrompre les Ioniens chargés par Darius de garder un pont sur le Danube, Idanthyrse et Taxacis se mettent à harceler l'armée de Darius avec leurs archers montés, manœuvrant notamment sur les flancs de l'ennemi, et multipliant les attaques surprises et nocturnes. Alors que l'armée perse se trouve dans une extrême disette, Idanthyrse et ses alliés envoient à Darius un héraut avec des présents qui consistaient en un oiseau, un rat, une grenouille et cinq flèches. Alors que dans un conseil tenu à ce sujet, Darius prétendait que les Scythes lui donnaient symboliquement la terre et l'eau comme un gage de leur soumission, l'un de ses conseillers, Gobryas, prévient : « Perses, ces présents signifient que, si vous ne vous envolez pas dans les airs comme des oiseaux, ou si vous ne vous cachez pas sous terre comme des rats, ou si vous ne sautez pas dans les marais comme des grenouilles, vous ne reverrez jamais votre patrie, mais que vous périrez par ces flèches. »
Après l'envoi des présents, les Scythes se mettent en ordre de bataille, comme s'ils voulaient en venir aux mains. Mais, tandis qu'ils sont ainsi rangés en bataille, un lièvre se met à courir entre les deux armées. Des cavaliers scythes se lancent à sa poursuite en jetant de grands cris. Darius, voyant ce spectacle, dit à ses conseillers : « Ces hommes-ci ont pour nous un grand mépris. L'interprétation qu'a donnée Gobryas de leurs présents me paraît actuellement juste. Mais, puisque son sentiment me semble vrai, je pense qu'il nous faut un bon conseil pour sortir sains et saufs de ce pas dangereux. » Darius décide alors de rentrer en Perse et quitte secrètement les lieux pendant la nuit avec le reste de ses troupes, ne laissant dans le campement que les blessés et des ânes afin que les Scythes, entendant leurs cris, croient les Perses toujours dans leur camp.
Le sort d'Idanthyrse après l'expédition de Darius est inconnu. Cinq siècles plus tard, Strabon mentionnera dans sa Géographie un chef scythe nommé Idanthyrse qui avait envahi l'Asie et atteint la frontière d'Égypte, mais il pourrait s'agir d'un homonyme.
Le nom de ce roi scythe a probablement inspiré Voltaire qui donna à l'un des personnages de sa pièce de théâtre intitulé Les Scythes (1767), le nom d'Indatire.

## Sources primaires
- Hérodote, Histoires, Livre IV (Melpomène) : « LXXVI, LXXVIII, CXX, CXXVI, CXXVII ».
- Strabon, Géographie, Livre XV : « L'Inde et la Perse », 6.
- Plutarque, Apophtegmes des rois et des capitaines célèbres : « Idathyrse ».
- Arrien, Indica (en).